# إم في سافيز
إم في سافيز هي سفينة شحن إيرانية تابعة لخطوط الشحن لجمهورية إيران الإسلامية، المعروفة باسمها التجاري إريسل جروب. تعرضت السفينة في 6 أبريل 2021 لهجوم بلغم لاصق، من قبل الجيش الإسرائيلي (IDF) في البحر الأحمر قبالة السواحل الإريتريّة، حيث كانت راسية هناك على مدى عدة سنوات.

## السفينة
ام في سافيز هي سفينة إيرانية مسجلة لدى المنظمة البحرية الدولية كسفينة شحن مدنية ومملوكة لمجموعة إريسل جروب، التابعة للحكومة الإيرانية.
وصلت السفينة سافيز، إلى البحر الأحمر، في أواخر عام 2016، وفقاً لبيانات تتبع السفن. في السنوات التي تلت ذلك، استقرت قبالة أرخبيل دهلك، وهي سلسلة من الجزر قبالة ساحل دولة إريتريا الإفريقية القريبة في البحر الأحمر. بقيت السفينة راسية هناك على مدى عدة سنوات. من المحتمل أنها تلقت تجديدات الإمدادات وبدلت الطاقم عبر السفن الإيرانية المارة باستخدام الممر المائي. وتقول طهران ان «سافيز سفينة تجارية غير عسكرية قد استقرت في البحر الأحمر وخليج عدن لتأمين الأمن الملاحي في مسار خطوط الملاحة ومواجهة القراصنة... وقد تم إبلاغ منظمة الملاحة الدولية بمواصفات ومهمات السفينة من قبل وبشكل رسمي».
وكانت سافيز تخضع لعقوبات دولية حتى الاتفاق النووي الإيراني لعام 2015 مع القوى العالمية، الذي شهد حصول طهران على إعفاء اقتصادي مقابل الحد من تخصيب اليورانيوم. تم فرض عقوبات على سافيز في عام 2018 من قبل إدارة الرئيس الأمريكي السابق دونالد ترامب كجزء من قرارها بالانسحاب من جانب واحد من الاتفاق. وتم وضع السفينة على قائمة وزارة الخزانة للمواطنين المعينين خصيصًا والأشخاص المحظورين.

## حادث الألغام 2021
أفادت وكالة أنباء تسنيم الإيرانية، مساء يوم 6 أبريل 2021، أن السفينة سافيز اصطدمت بلغم، وأنها كانت ترافق السفن التجارية الإيرانية في البحر الأحمر. ووقع الانفجار «بالقرب من سواحل جيبوتي وتسبب في أضرار طفيفة لكن لم تحدث إصابات.»
أكدت وزارة الخارجية الإيرانية الهجوم على سافيز، قائلة إن طهران ستتابع هذه القضية في المنظمات الدولية. لم توجه إيران أصابع الاتهام إلى أي طرف، ولكن اشتبه مسؤولون إيرانيون بوقوف إسرائيل خلف الهجوم.
وجاء الهجوم في الوقت الذي جلست فيه إيران والقوى العالمية في فيينا لإجراء أول محادثات حول احتمال عودة الولايات المتحدة إلى الاتفاق النووي الإيراني، والذي تعارضه إسرائيل بشدة.
في 7 أبريل، تحدثت صحيفة «نيويورك تايمز» الأمريكية عن مسؤولية إسرائيل عنه. وأوردت الصحيفة أن الهجوم نفذه «إسرائيليون»، ناقلة عن مسؤول أمريكي لم تسمه قوله إن تل أبيب أبلغت واشنطن أن «قواتها ضربت السفينة في البحر الأحمر قرابة الساعة 7:30 بالتوقيت المحلي».